# Comté de Warren (Illinois)
Pour les articles homonymes, voir Warren et Comté de Warren.
Le comté de Warren est un comté situé dans l'État de l'Illinois, aux États-Unis. En 2000, sa population était de 18 735 habitants. Son siège est Monmouth.